# فيل دافيسون
فيل دافيسون (بالإنجليزية: Phil Davison)‏ هو سياسي أمريكي، ولد في 1 يوليو 1971. حزبياً، نشط في الحزب الجمهوري.